# Gastroserica guizhouana
Gastroserica guizhouana är en skalbaggsart som beskrevs av Ahrens 2000. Gastroserica guizhouana ingår i släktet Gastroserica och familjen Melolonthidae. Inga underarter finns listade i Catalogue of Life.